# Sommer-Paralympics 2024/Teilnehmer (Angola)
| stlisierte Goldmedaille | stlisierte Silbermedaille | stlisierte Bronzemedaille |
| ----------------------- | ------------------------- | ------------------------- |
| —                       | —                         | —                         |

Angola entsandte für die Paralympischen Spiele 2024 in Paris zwei Leichtathleten.

## Teilnehmer

### Leichtathletik
| Athleten                | Klassifizierung | Wettbewerb | Vorlauf/Vorkampf | Vorlauf/Vorkampf | Halbfinale       | Halbfinale | Finale        | Finale        | Rang |
| Athleten                | Klassifizierung | Wettbewerb | Zeit/Weite       | Rang             | Zeit/Weite       | Rang       | Zeit/Weite    | Rang          | Rang |
| ----------------------- | --------------- | ---------- | ---------------- | ---------------- | ---------------- | ---------- | ------------- | ------------- | ---- |
| Frauen                  |                 |            |                  |                  |                  |            |               |               |      |
| Juliana Ngleya Moko     | T11             | 100 m      | 12,51 s (PB)     | 6                | 12,56 s          | 7          | ausgeschieden | ausgeschieden | 7    |
| Juliana Ngleya Moko     | T11             | 200 m      | 26,28 s (PB)     | 7                | —                | —          | ausgeschieden | ausgeschieden | 7    |
| Juliana Ngleya Moko     | T11             | 400 m      | 1:03,78 min (SB) | 7                | 1:01,69 min (PB) | 6          | ausgeschieden | ausgeschieden | 6    |
| Männer                  |                 |            |                  |                  |                  |            |               |               |      |
| Sabino Tchipessi Bembua | T47             | 400 m      | 53,30 s (PB)     | 14               | —                | —          | ausgeschieden | ausgeschieden | 14   |

PB: Persönliche Bestleistung
SB: Saison-Bestleistung